# Hans Wetzelsdorfer
Hans Wetzelsdorfer (* 29. März 1952 in Wiener Neustadt, Niederösterreich) ist ein österreichischer freischaffender Künstler und Fotograf.

## Leben und Werdegang
Der Autodidakt Wetzelsdorfer absolvierte von 1985 bis 1990 Fortbildungen an der Universität für Angewandte Kunst in Wien als Gasthörer. In seiner Laufbahn wirkte an weit über 100 Ausstellungen im europäischen Raum mit, darunter zahlreiche Einzelausstellungen. Außerhalb der österreichischen Staatsgrenzen führte ihn sein Weg unter anderem nach St. Petersburg, Paris, Budapest, Mailand, Patras, Luzern, Bratislava, Weimar, London, Zagreb, Mechelen und Aix en Provence.
Sein Werk umfasst neben der Fotografie als seinem Hauptmetier weitere Formen der bildenden Kunst wie Installationen und Objekte.
Wetzelsdorfer ist Mitglied des eu-art-network, der Künstlergruppe Burgenland KGB, der niederösterreichischen Initiative für Foto- und Medienkunst FLUSS und des Künstlerkollektivs KG Talstation, sowie der Interessensvertretungen IG Bildende Kunst und Bildrecht.
Hans Wetzelsdorfer lebt und arbeitet in Neufeld an der Leitha, Burgenland.

## Ausstellungen, Beteiligungen und Installationen (Auswahl)
- 1986 Polaroid Galerie Gabriel (Wien)
- 1991 Lichtbrechung auf Emulsion Fotogalerie Wien
- 1994 Das Medium ist die Wahrheit (Weyer)
- 2000 Natura Morte-Still Life Niederösterreichisches Dokumentationszentrum für Moderne Kunst (St. Pölten)
- 2006 Not very amused Galerie OHO (Oberwart)
- 2007 Landschaft Kulturfabrik (Hainburg)
- 2008 Fotografische Räume Stadtmuseum (Wiener Neustadt)
- 2011 Think Big Niederösterreichisches Viertelfestival, mit Johann Karner (Lanzenkirchen)
- 2013 …UND IN EUROPA… Galerie OHO, mit Anna Fabricius (Oberwart)
- 2014 Am grünen Band FLUSS (Wolkersdorf)
- 2014 eyes on Atelier Setzer-Tschiedel (Wien)
- 2015 Körper Bilder PHOTO. KUNST.RAUM (Hamburg)
- 2016 to Europe art Kapella Schkeuditz (Leipzig) und Cselley Mühle (Oslip)
- 2017 Blaues Gold Landesgalerie Burgenland (Eisenstadt)
- 2018 Regards Croisés Phot' Aix (Aix-en-Provence)
- 2019 Regards Croisés FOTO FLUSS (Wolkersdorf)
- 2019 Where Are We Now? FLUSS - Mitgliederausstellung (Wolkersdorf)
- 2020 VIRENFREI Galerie Hospitium (Rust am See)
- 2021 Das Objekt im Fokus Sammlung SpallArt (Salzburg)
- 2021 Zeichen der Zeit kgb – Künstlergruppe Burgenland, Landesgalerie Burgenland (Eisenstadt)
- 2022 Picture Nature Sammlung SpallArt, Eikon Schauraum (Wien)

## Publikationen (Auswahl)
- Schriftbilder. Bibliothek der Provinz. Weitra 1999
- Raumbilder. edition lex liszt 12. Oberwart 2009
- Burgenland authentisch. edition lex liszt 12. Oberwart 2011
- Das Rust der Störche. Eigenverlag 2014

## Auszeichnungen
- 2004 Ideenwettbewerb Jahr der Volkskultur
- 2005 Kunstpreis der Burgenlandstiftung Theodor Kery[1]

## Rezeption
„Es sind unprätentiöse Fotografien, die wir zu sehen bekommen, zumeist aus Augenhöhe aufgenommen, also aus jener Perspektive, die sich jedem Besucher bei einem Rundgang eröffnen. Selten sind mehr als zwei Wände eines Raumes zu sehen, häufig wird durch geöffnete Türen geblickt, die Flucht eines Ganges verfolgt. Was Hans Wetzelsdorfer für registrierwürdig hält, wird in die Mitte des Bildes gesetzt. Wenn es deren Größe oder Besonderheit erfordert, wird manchen Details ganz nahe gegangen. Gelegentlich verweilt der Blick auf einem vorgefundenen Stillleben, und man meint, den Bildautor lächeln zu sehen und Augen zwinkernd auf die Kuriosität hinzuweisen. Wenn beispielsweise ein Hemd am Kleiderständer hängt und der Betrachter sich fragen muss, ob der Mann ein eigenes Arbeitshemd vor Dienstantritt angezogen hat; oder wenn das Porträtfoto eines früheren Landeshauptmannes am Rollcontainer befestigt ist und eine Ranke der Topfpflanze neben dem Bildnis hängt, als wüchse sie zum höheren Lob des ehemaligen Landesvaters.“

„Hans Wetzelsdorfer nimmt in der burgenländischen Kunstszene einen besonderen Platz ein, da er sich als einer der wenigen der Fotografie als Ausdrucksmittel bedient. Dabei gelingen ihm immer wieder neue, ästhetisch herausfordernde Bilder. Ständig offen für Neues, niemals auf einem Erfolgsrezept verharrend, wendet sich Hans Wetzelsdorfer nach einer Phase der Auseinandersetzung mit experimenteller Fotografie wieder verstärkt dem abbildenden, realistischen Charakter der Fotografie zu und knüpft an frühere Werkphasen an […] Grundsätzlich geht es in Hans Wetzelsdorfers Werk immer um Sensibilisierung oder Irritation der Wahrnehmung, sodass der Betrachter/die Betrachterin nach einem Ausstellungsbesuch die Umwelt mit einem anderen Blick, mit anderen Augen sehen kann. Die Vielfalt seiner Zugänge zur Umwelt, sein Mut zum Experiment und neuen Formen bringen immer wieder interessante Impulse.“

„Hans Wetzeldorfer sammelt für seine Serie Zwitschern leere Vogelnester und fotografiert sie in seinem Studio neutral auf weißem Hintergrund mit perfekt gesetzter artifizieller Ausleuchtung. In bester Cut’n’paste Manier schneidet er seine Motive aus ihrer (natürlichen) Umgebung und fügt sie in einen neuen (künstlichen) Raum, den er mit seinen technischen Apparaturen kontrolliert. Damit ermöglicht er uns einen ungewohnten Blick auf die Natur: normalerweise sehen wir Nester entweder von unten oder besten Falls von der Seite, so gut wie nie jedoch von oben. Doch diese neue Sicht gewinnen wir nur zu dem Preis, dass diese Nester leer sind, das heißt: ihrem natürlichen Zusammenhang entzweckt. Die ursprünglichen BenutzerInnen (UserInnen), die die Nester errichtet haben, sind längst ausgeflogen – andernfalls der Fotograf sie so nicht hätte abbilden können. Obwohl es sich um gefundene natürliche Objekte handelt, waren es gleichermaßen schon von vornherein Artefakte gewesen, leeren Wohnungen gleich, die von der Schönheit des Verfalls gezeichnet sind. Hans Wetzelsdorfer nimmt keine digitalen Manipulationen an seinen Fotografien vor, und doch scheinen sie vordergründig Spuren digitalen Denkens aufzuweisen: das Ausschneiden und Einfügen, die Eliminerung des Hintergrunds, die Gaußsche Unschärfe in den Schatten. Doch diese Spuren sind allesamt analogem althergebrachtem Handwerk geschuldet – und so weist uns Wetzelsdorfer augenzwinkernd darauf hin, dass die wahrnehmbare Grenze zwischen Natürlichkeit und Künstlichkeit längst verschwunden ist, wie der Vogel aus dem Nest, das er einst bewohnte.“